# За межами історії: 10-річний рекорд BTS
«За межами історії: 10-річний рекорд BTS» (англ. Beyond the Story: 10 Year Record of BTS) — це біографічна книга про південнокорейський чоловічий поп-гурт BTS. Книгу написали Кан Мьон Сок та члени BTS, а переклад англійською зробив Антон Гур у співпраці з Клер Річардс та Сліном Юнгом. Книга побачила світ 9 липня 2023 року.
Роман планується перекласти 23 мовами. Книга має сім розділів: «Сеул», «Чому ми існуємо», «Любов, ненависть, армія», «Навиворіт», «Політ, який ніколи не приземляється», «The World Of BTS» та «We Are». Протягом 24 годин після виходу «Поза межами історії», книга посіла перше місце в списку бестселерів Amazon.

## Передісторія
На початку травня 2023 року книга з'явилася в списках попередніх замовлень книгорозповсюджувачів, правда, зі скупою інформацією. Видавець книги в США, Flatiron Books, імпринт Macmillan Publishers, назвав книгу «4C Untitled Flatiron Nonfiction Summer 2023», описавши її як «біографію або автобіографію», що налічує 544 сторінки. Пізніше повідомлення, надіслане Flatiron книгарям, було опубліковано в соціальних мережах; більше подробиць про книгу мали бути оголошені 13 червня, напередодні дати її публікації 9 липня, і що початковий наклад книги становить 1 мільйон примірників.
Обмежена оприлюднена інформація викликала дискусії шанувальників у соціальних мережах про автора та тематику книги. Дехто відзначив незвичну дату виходу книги, 9 липня, припадає на неділю, адже більшість книг традиційно виходять у вівторок. Інші передбачали, що величезний початковий наклад книги в 1 мільйон і короткий проміжок часу між оголошенням і публікацією вказують на відомого автора.
Зокрема, шанувальники американської співачки та авторки пісень Тейлор Свіфт припустили, що книга є її мемуарами. Свіфт часто згадувала число 13 як своє щасливе число, і шанувальники вважали, що дата 13 червня і той факт, що кількість сторінок книги 544 у сумі становить 13, є своєрідним секретом на кшталт великоднього яйця, якби натякаючи на її участь у написанні майбутнього бестселера. Крім того, шанувальники також вважали, що дата 9 липня є посиланням на пісню «Last Kiss» з її альбому Speak Now, і що Свіфт залишила підказки в своєму анонсі перезаписаної версії Speak Now (версія Тейлор).
Чутки ще більше підігрілися, коли кілька книжкових магазинів у США опублікували дописи в соціальних мережах, натякаючи на Swift, що призвело до різкого зростання кількості передзамовлень — одна книгарня отримала понад 600 — хоча всі були скасовані після того, як їхні власники попросили Flatiron видалити їхні публікації в соціальних мережах. Невидана книга також стала бестселером у кількох онлайн-книжкових магазинах, таких як Amazon та Barnes & Noble. Однак 9 травня Вараєті опублікував статтю, в якій спростовував, що автором книги є саме Свіфт.
У той же час також були припущення, що книга присвячена BTS. Зазначалося, що 13 червня 2023 року виповнюється 10 років з моменту виходу першого синглу BTS «No More Dream» з їхнього дебютного альбому 2 Cool 4 Skool. Крім того, 9 липня 2023 року виповнилося 10 років з дня заснування ARMY, фан-гурту BTS. 11 травня газета The New York Times з посиланням на Flatiron підтвердила, що книга є усною історією гурту BTS, написаною журналістом Кан Мьонг Соком та членами чоловічого гурту. Англійською мовою книгу переклав Антон Гур у співпраці з Клер Річардс та Сліном Юнгом. У Південній Кореї книга буде видана Big Hit Music, музичним лейблом BTS.

## Продажі
У перші години з початку продажу книга відразу посіла перше місце у загальному чарті книжок. Крім цього «За межами історії: 10-річний рекорд BTS» посіла перше місце у списку музичних біографій Amazon, випередивши нові мемуари Пола Маккартні.